# 玉城ベニー
もしかして
- 玉城デニー

ではありませんか？